# 阿尔伯特·F·波拉德
阿尔伯特·F·波拉德（1869年12月16日—1948年8月3日）是一位英国历史学家，倫敦大學學院教授，毕业于牛津大学耶稣学院，专攻都铎时期的英国历史，主要作品有《亨利八世时代》（Henry VIII，1905年）等。